# ハニートラップ 大統領になり損ねた男
『ハニートラップ 大統領になり損ねた男』（ハニートラップだいとうりょうになりそこねたおとこ、Welcome to New York）は2014年のアメリカ合衆国・フランスのドラマ映画。
監督はアベル・フェラーラ、出演はジェラール・ドパルデューとジャクリーン・ビセットなど。
2012年のフランス大統領選の有力候補と目されたドミニク・ストロス＝カーンが、IMF専務理事だった2011年に、滞在中のニューヨークで起こしたレイプ未遂騒動から着想を得た作品である。
2014年5月に開催された第67回カンヌ国際映画祭においてコンペティション外の作品として海岸のパヴィリオンで初上映された。
本国米国では2015年3月27日にニューヨーク限定で劇場公開されると同時にインターネットで配信され、フランスでは劇場公開されずに2014年5月17日からインターネットで配信された（フランスでのDVD/Blu-rayの発売は2014年9月30日）。
日本では、2015年1月16日にWOWOWシネマで放送された他、同年1月から2月にヒューマントラストシネマ渋谷で開催される「未体験ゾーンの映画たち2015」で、2月7日から上映された。また、同年4月8日にはDVDが発売された。

## ストーリー
冒頭に主演のジェラール・ドパルデューへのインタビューが挿入され、政治嫌いで無政府主義者である彼が政治家を演じる心境を語る。
次期フランス大統領選に立候補する予定の大物政治家デヴローは無類の女好きであることを公言、毎夜のように怪しいパーティで羽目を外し、売春婦を呼んでは旺盛な性欲を満たしている。そんなある日、滞在中のニューヨークのホテルで清掃係の女性に性的なサービスを強要したとして逮捕される。夫デヴローを大統領にするためだけに生きて来たと言っても過言ではない妻シモーヌは激しい憤りを覚えつつも、ニューヨークに駆けつけると住居を用意する。デヴローは独房に収監されるが、しばらくして多額の保釈金と自宅への軟禁を条件に保釈が認められる。新居で暮らすことになったデヴローはシモーヌに「罠にはめられた」と訴える。しかし、夫を大統領にする夢を断たれ、女性問題での破滅をかねてより恐れていたシモーヌはデヴローを決して許そうとはしない。一方、デヴローは、自分はそもそも学者であり、大統領になりたいとは全く思っておらず、シモーヌに強要されていただけであり、そのストレスから性依存症になったこと、今回の件でようやく自由になれたと感じていることを告白する。
証拠不充分によりデヴローの起訴は見送られる。デヴローはシモーヌが金で解決したと疑うが、シモーヌは否定。真相が明らかにならないまま、シモーヌはデヴローに別れを告げて家を出て行く。

## キャスト
- デヴロー: ジェラール・ドパルデュー - フランスの大物政治家。
- シモーヌ: ジャクリーン・ビセット - デブローの妻。野心家。
- ソフィー・デヴロー: マリー・ムーテ（フランス語版） - デヴローと前妻の娘。
- 重役のアシスタント: ドレーナ・デ・ニーロ（英語版）
- レニー: エイミー・ファーガソン（英語版）

## 作品の評価
Rotten Tomatoesによれば、批評家の一致した見解は「ジェラール・ドパルデューの大胆不敵な演技に導かれ、『ハニートラップ 大統領になり損ねた男』はアベル・フェラーラ監督の最もおぞましく、そして最も抗し難いほど見応えのある作品である。」であり、55件の評論のうち高評価は76%にあたる42件で、平均点は10点満点中6.50点となっている。
Metacriticによれば、22件の評論のうち、高評価は18件、賛否混在は3件、低評価は1件で、平均点は100点満点中71点となっている。